# Silvia Sperber
Silvia Sperber, née le 9 février 1965 à Erpfting, est une tireuse sportive ouest-allemande.

## Carrière
Silvia Sperber participe aux Jeux olympiques d'été de 1988 où elle remporte la médaille d'or dans l'épreuve de la carabine 3 positions 50 mètres et elle remporte également la médaille d'argent dans l'épreuve de la carabine 10 mètres air comprimé.